# Facciata di palazzo

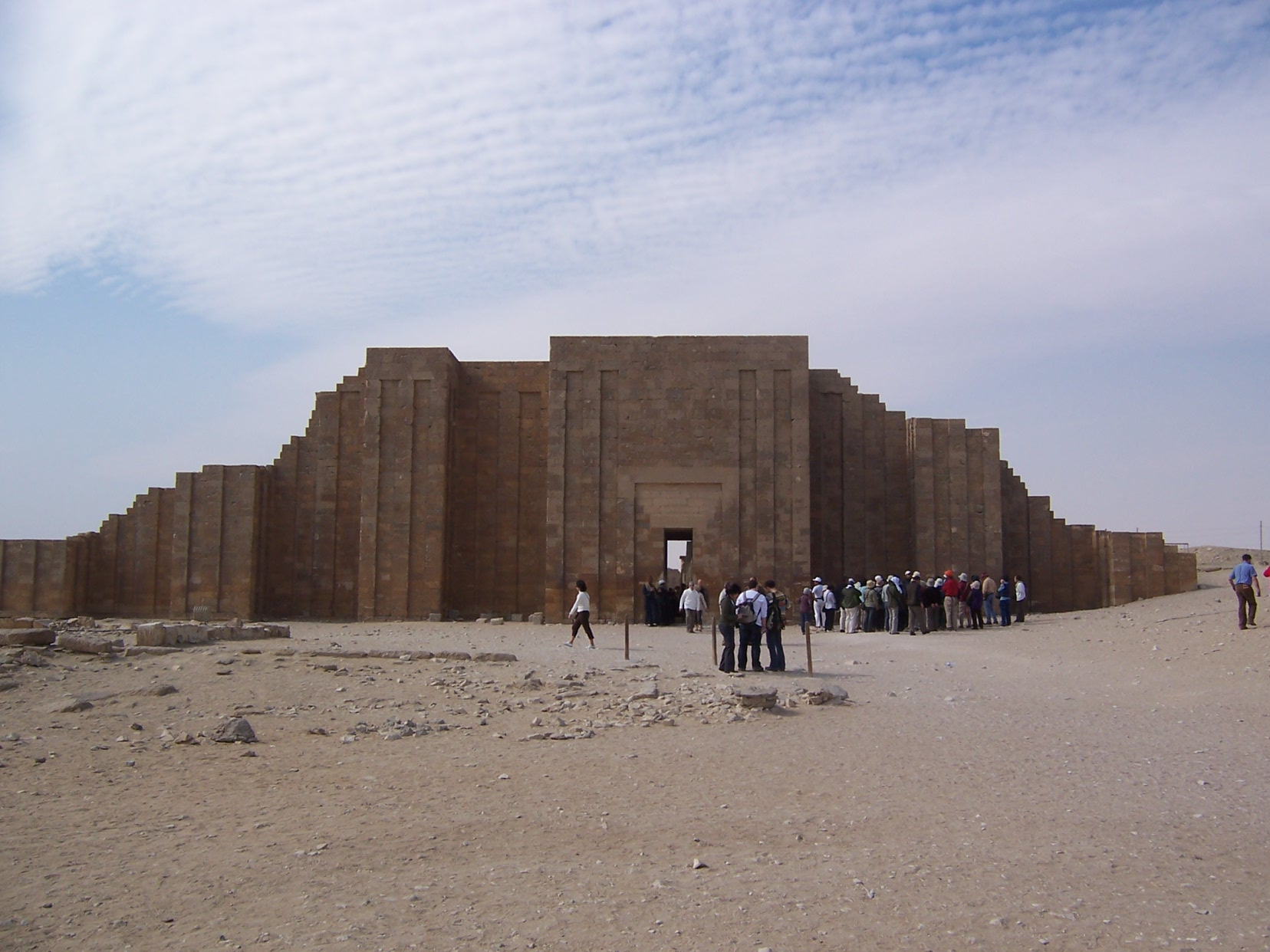
Piramide di Djoser circondata dal muro con sporgenze, nicchie e rientranze.

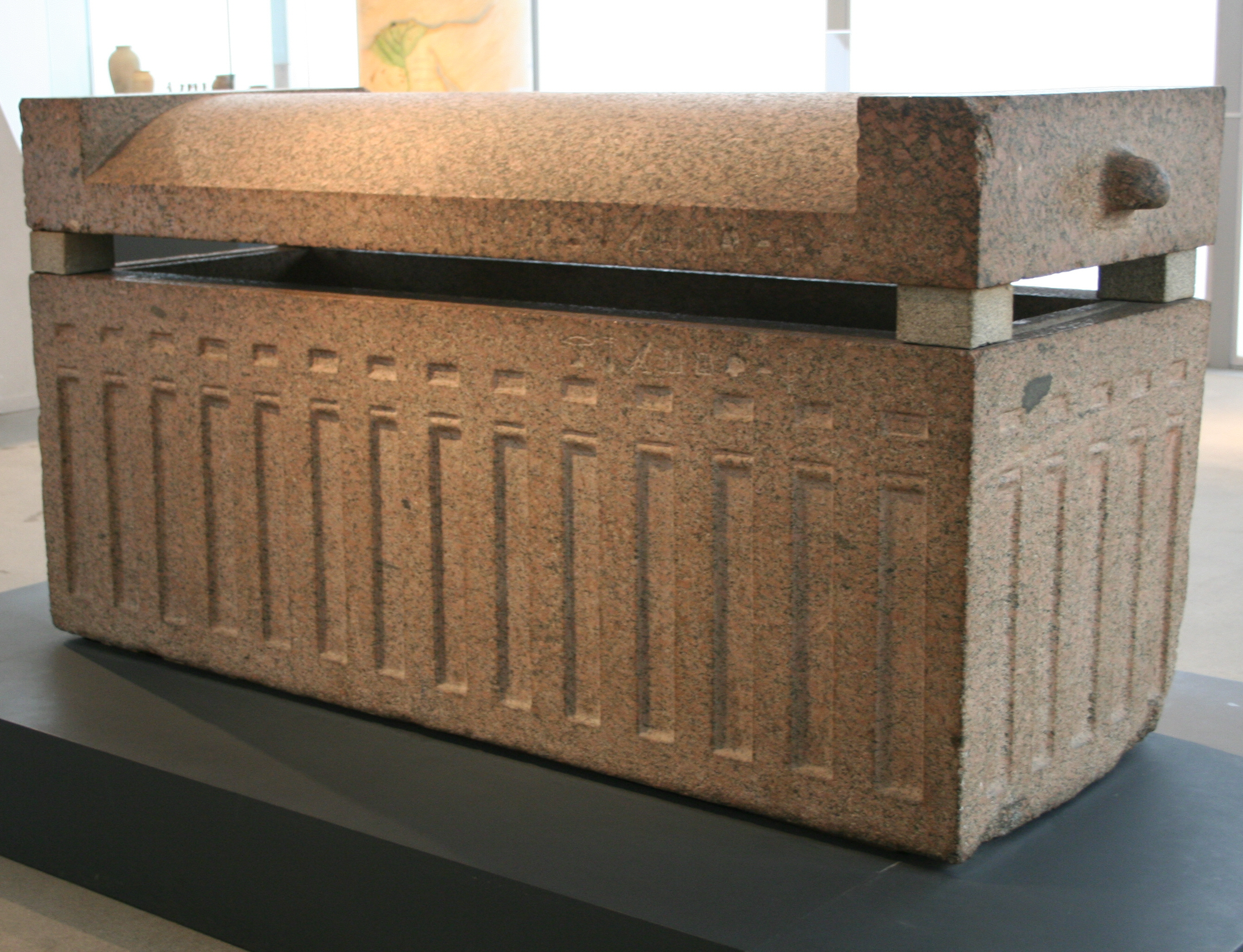
Sarcofago a "facciata di palazzo".

Nell'antico Egitto, la cosiddetta "Facciata di palazzo" era un elemento architettonico e figurativo rappresentante in maniera stilizzata il palazzo reale, era simbolo del potere sovrano e parte integrante del serekht, emblema della monarchia.
Quest'ultimo aveva una struttura a forma di stendardo con l'immagine del falco Horo e il nome del sovrano, mentre nella parte inferiore erano raffigurate le mura della residenza del sovrano che impersonava anche la divinità. Il serekh era il precursore del cartiglio e dello shen.
Il motivo a facciata di palazzo aveva origine nel protodinastico e ancora oggi, nei complessi funerari di Saqqara, si trovano nelle mura esempi di monumentali facciate con rientranze, nicchie e sporgenze estremamente elaborate e con i varchi inseriti.
Questi elementi erano sostanzialmente ripetizioni, in dimensioni ridotte, della porta principale del palazzo reale affiancata da torri, come in Muro Bianco e che diventerà successivamente la Falsa porta di uso funebre.
L'elaborata cinta era realizzata anche per le pareti est delle cappelle funerarie dei nobili, come quella di Hesyra, stabilendo così un paragone tra le residenze eterne a le residenze terrene in cui viveva il sovrano.
Introdotto nell'arte funeraria durante l'Antico Regno, questo motivo era la decorazione esterna dei sarcofagi reali considerati la dimora eterna del re che avrebbe continuato così a "vivere" nell'interno del suo palazzo.
L'elemento architettonico era molto usato anche in altri contesti funebri tra i quali la stele detta a falsa porta.